# The Raven (film fra 1915)
 For alternative betydninger, se The Raven. (Se også artikler, som begynder med The Raven)
The Raven er en amerikansk stumfilm fra 1915 af Charles Brabin.

## Medvirkende
- Henry B. Walthall som Edgar Allan Poe.
- Warda Howard som Virginia Clemm / Helen Whitman.
- Ernest Maupain som John Allan.
- Eleanor Thompson som Mrs. Allan.
- Marian Skinner som Mrs. Clemm.